# Atylotus kroeberi
Atylotus kroeberi är en tvåvingeart som först beskrevs av Surcouf 1922.  Atylotus kroeberi ingår i släktet Atylotus och familjen bromsar.
Artens utbredningsområde är Algeriet. Inga underarter finns listade i Catalogue of Life.